# Verkehrsarbeit
Als Verkehrsarbeit bezeichnet man in den Verkehrswissenschaften das Produkt aus Verkehrsmenge und dem zurückgelegten Weg dieser Menge bei der Ortsveränderung.

## Einheiten
Als Einheit der Verkehrsarbeit wird im Allgemeinen ein Verkehrselementekilometer genommen. Häufig wird im Personen- oder Güterverkehr speziell der Personenkilometer oder der Tonnenkilometer bzw. in einer kombinierten Betrachtungsweise der Verkehrseinheitenkilometer als Einheit verwendet.

## Abgeleitete Größen
Verkehrsarbeit ohne zeitlichem Bezug wird in der Regel nicht verwendet. Bezieht man die Verkehrsarbeit auf eine Zeitspanne so erhält man, in Analogie zum Arbeits- und Leistungsbegriff der Physik, die Verkehrsleistung.
Auch die Auslastung von Verkehrsmitteln wird über die Verkehrsarbeit berechnet. Hierzu wird die erbrachte Verkehrsarbeit durch die angebotene Transport- oder Beförderungskapazität geteilt. So etwa im Flugverkehr die Sitzauslastung, bei der die erbrachten Passagierkilometer durch die angebotenen Sitzplatzkilometer geteilt werden.